# Текстов файл
Текстов файл (на английски: Text file) е вид файл, съдържащ последователност от редове с електронен текст. Всеки ред се състои от символи, значението на които се определя от специална таблица, наречена кодова таблица. Редът винаги трябва да завършва със специален знак за нов ред. Този знак може да бъде представен като един или няколко символа в зависимост от операционната система. Един символ може да се състои от 1, 2, 3 или 4 байта. Макар че съдържанието му е текст, текстовият файл може да съдържа и други символи в зависимост от компютърната програма.
Най-общо компютърните файлове се делят на текстови и бинарни.

## Съхранение на информация
Поради простотата си текстовите файлове често се използват за съхранение на информация. Ако в текстов файл настъпи повреда на данните, често възстановяването им е по-лесно. Недостатък при тях е че съхранената информация често заема повече място, отколкото е стриктно необходимо.
За прочитането на един прост текстов файл не е необходимо наличие на метаданни които да помогнат за интерпретацията и затова е възможно да има текстов файл без данни, т.нар. zero byte file.
За да бъде прочетен един текстов файл правилно, за него трябва да бъде използвана правилната кодова таблица. Обикновено програмите откриват правилната кодова таблица автоматично, но понякога е необходимо потребителят да посочи необходимата таблица. Различните кодови таблици имат различни възможности. Най-проста таблица е ASCII. За да могат да се поддържат писмености, различни от латиницата, както и някои специални символи, е създаден стандартът Unicode. Съществуват няколко негови реализации, като най-популярна е кодовата таблица UTF-8.
Текстовите файлове често се използват за конфигурационни файлове или текстови документи (например HTML документ). Понякога за обозначаване на текстов файл се ползва име, завършващо на .txt, .html, .xml, .c и др.